# Mició (militar)
Mició (en grec antic Μικίων) fou un oficial macedoni.
Durant l'anomenada guerra lamíaca o guerra de Làmia va fer un descens a la costa de la regió de l'Àtica l'any 323 aC, però va ser derrotat pel general atenenc Foció i Mició va morir en la batalla que es va lliurar, segons diu Plutarc.